# Sportministerium (Ruanda)
Das ruandische Sportministerium, kurz MINISPORTS, ist eines der Ministerien der Regierung Ruandas. Der Hauptsitz befindet sich im Distrikt Gasabo in der Hauptstadt Kigali. Das Ministerium wurde 2019 vom Ministerium für Sport und Kultur (englisch Ministry of Sports and Culture, kurz MINISPOC) abgespalten.

## Liste der Sportminister
- 11/2019–08/2024: Aurore Mimosa Munyangaju[4]
- 08/2024–12/2024: Richard Nyirishema[5][4]
- seit 24. Dezember 2024: Nelly Mukazayire[1]